# William Boucaya
William Boucaya (* 1922; † 1985) war ein französischer Jazzmusiker (Baritonsaxophon, auch Altsaxophon, Bassklarinette).

## Leben und Wirken
Boucaya wirkte in der Nachkriegszeit in der Pariser Szene des Modern Jazz; er spielte ab Mitte der 1940er-Jahre mit Hubert Rostaing („Chelsea Bridge“), 1950 in dessen Sextett. In dieser Zeit arbeitete er außerdem mit Roy Eldridge, Claude Bolling, Bill Coleman, Bill Tamper, André Hodeir, Henri Renaud's All-Stars, Gigi Gryce, Jack Dieval, ferner mit Christian Chevallier, André Persiany, Dave Pochonet, Guy Lafitte, Bobby Jaspar sowie mit den in Paris weilenden amerikanischen Jazzgrößen Lionel Hampton, Chet Baker, Clifford Brown und Lucky Thompson. In der zweiten Hälfte des Jahrzehnts wirkte er auch bei Aufnahmen von Benny Vasseur, Armand Migiani, Martial Solal, Sacha Distel, Michel Legrand, Eddie Barclay, Sarah Vaughan, Alain Goraguer (Soundtrack von Les loups dans la Bergerie, 1959). Anfang der 60er spielte er bei Martial Solal (Fillmusik zu Si le vent te fait peur) und in der Studioband, die den Soundtrack zu Paris Blues (mit Louis Armstrong) einspielte. In den frühen 1960er-Jahren arbeitete er erneut mit Rostaing und Lafitte, ferner mit dem Sänger Tony Milton. 1963 gehörte er der Bigband von Jef Gilson an. Im Bereich des Jazz war er zwischen 1947 und 1969 an 76 Aufnahmesessions beteiligt, zuletzt mit Maxim Saury and The Three Dimensional Band.
Sein Spiel auf dem Baritonsaxophon war von Gerry Mulligan beeinflusst.